# Vogt Károly
Vogt Károly (Rákosszentmihály, 1947. július 3. – Budapest, 1992. december 20.) magyar színész.

## Életpályája
1971-ben végzett a Színművészeti Akadémián. 1970 és 1975 között a Fővárosi Operettszínház tagja volt. 1975-ben szerződött a József Attila Színházhoz, amelynek haláláig tagja volt. Drámai és vígjátéki karakterfigurákat alakított. Több játékfilmben, tévéjátékban játszott Magyarországon és külföldön is.

## Színházi szerepei
- Vörösmarty Mihály, Görgey Gábor, Illés Lajos: Egy fiú és a tündér... Csongor
- William Shakespeare... Galt MacDermot: Veronai fiúk... Proteus
- William Shakespeare: Sok hűhó semmiért... Jegyző
- William Shakespeare: III. Richard... Brakenbury
- Gáspár Margit: A császár messze van... Prefektus
- Csurka István: Szájhős... Rendőr
- Eörsi István: Jolán és a férfiak... Egyéb férfi
- Lengyel Menyhért: A waterlooi csata... Hotel portás
- Bereményi Géza: Halmi... Rózner
- Békeffi István, Lajtai Lajos: Mesék az írógépről... Róth aligazgató
- Békeffi István, Lajtai Lajos: A régi nyár... Főúr
- Tennessee Williams: Az ifjúság édes madara... Dan Hatcher
- Galambos Lajos: Szerelmes égitestek... Janicskó Gábor
- Leon Gandillon... Fényes Szabolcs: A kikapós patikárius... Labricelle
- Ivan Bukovčan: Keringő a padláson... Dodo
- Alan Ayckbourn: Hálószoba komédia... Malcolm
- Kassák Lajos: Angyalföld... Varga
- Fejes Endre: Rozsdatemető... Ervin
- Száraz György: Ítéletidő... Liptay, honvéd százados
- Száraz György: Megoldás... Andrej
- Kaló Flórián: Mai történet... András
- Ruitner Sándor: Rongybaba... Dávid
- Grigoriosz Xnenopulosz: A kísértés... Rozmasz matróz
- Bertolt Brecht, Kurt Weill: Mahagonny városának tündöklése és bukása... Joe (Alaszkafarkas Joe)
- Gyárfás Endre: Dörmögőék vidámparkja... Dörmögő apó
- Kardos G. György, Mészöly Miklós: Villon és a többiek... Francois Villon, diák

## Filmjei

### Játékfilmek
- Staféta (1971)
- Lányarcok tükörben (1972) – Dada
- Harmadik nekifutás (1973)
- Itt járt Mátyás király (1973)
- Régi idők focija (1973) – Vallay, a kapus
- Ereszd el a szakállamat! (1975)
- Kopjások (1975) – Szász Péter
- Tótágas (1976) – Szülő
- Dóra jelenti (1978) – Gestapós
- Kojak Budapesten (1980) – Vízművek munkatársa
- Dögkeselyű (1982) – Kártyázó taxis
- Te rongyos élet (1983) – Színházi felügyelő
- Hány az óra, Vekker úr? (1985)
- Mata Hari (1985) – Clerk
- Titánia, Titánia, avagy a dublőrök éjszakája 1-2. (1988)

### Tévéfilmek, televíziós sorozatok
- Őrjárat az égen 1-4. (1969)
- Bors III. (1971)
- Egy óra múlva itt vagyok… (1971) – Csizov
- Az édenen innen és túl (1971)
- Pirx kalandjai 1-5. (1972) – Björgson fizikus
- Az öreg bánya titka 1-5. (1973)[1] – Határőr I.
- Megtörtént bűnügyek 1-3. (1973) – Matykó
- Zenés TV Színház: Nyári kaland (1973)
- Pocok, az ördögmotoros 1-4. (1974) – Gingusz
- Floris von Rosemund (1975) – Thomas der Zöllner
- Százéves asszony (1975) – Telefonszerelő
- Sztrogoff Mihály (1975) – Chef tartaro (1977-es magyar szinkron)
- A játszma 1-3. (1976)
- A protektor (1976; rövid tévéjáték)
- Faits divers (1976) – Attila
- Kántor (1976) – Hollai János „Jecky”
- Lángelmék a szigeten (1976) – Gyula
- Illetlenek (1977) – Katonatiszt, nyomozó
- Magellán (1977) – Mesquita
- Családi kör (1978)
- Histoire du chevalier Des Grieux et de Manon Lescaut (1978) – Synnelet
- Vakáció a halott utcában (1978) – Szülő
- A világ közepe (1979) – Strázsamester
- Frère Martin (1981)
- Nyitott ablak (1981)
- Nyitott ház (1982)
- Mint oldott kéve 1-7. (1983) – Kempelen
- Fürkész történetei (1983) – Buddhista szerzetes
- T.I.R. (1984) (1987-es magyar szinkron)
- Kémeri 1-5. (1985) – Kiss Egon, tartalékos százados, merénylő
- Krízis (1985)
- A kikapós patikárius (1986)
- Freytág testvérek 1-5. (1989)
- A főügyész felesége (1990)
- Angyalbőrben (1990) – Lovas Oktató
- Bécsi ezüst (1991; rövid tévéjáték)
- Pénzt, de sokat! (1991)
- Privát kopó 1-6. (1992)

## Szinkronszerepei

### Filmek
| Év   | Cím                                                                              | Szereplő                              | Színész                | Szinkron év |
| ---- | -------------------------------------------------------------------------------- | ------------------------------------- | ---------------------- | ----------- |
| ?    | Goro kutya kalandjai                                                             | N/A                                   | N/A                    | 1985        |
| 1935 | 39 lépcsőfok                                                                     | N/A                                   | N/A                    | 1992        |
| 1941 | Modern Pimpernel                                                                 | Német tiszt a határon                 | Charles Rolfe          | 1979        |
| 1942 | A dzsungel könyve                                                                | Rao, Maugli apja                      | John Mather            | 1985        |
| 1944 | Gázláng                                                                          | Williams                              | Tom Stevenson          | 1978        |
| 1944 | Szegények és gazdagok (2. magyar szinkron)                                       | N/A                                   | N/A                    | 1981        |
| 1946 | A hosszú álom (1. magyar szinkron)                                               | ?                                     | ?                      | 1979        |
| 1950 | A 73-as winchester                                                               | Mossman, lovas katona                 | Gregg Martell          | 1980        |
| 1950 | Dallas                                                                           | Vad Bill Hickok                       | Reed Hadley            | 1982        |
| 1953 | Kopogd le a fán!                                                                 | Ballonkabátos férfi #2                | Henry Brandon          | 1973        |
| 1958 | Hosszú, forró nyár                                                               | N/A                                   | N/A                    | 1991        |
| 1959 | Fehérnemű-hadművelet                                                             | Próféta                               | George Dunn            | 1979        |
| 1959 | Rio Bravo (1. magyar szinkron)                                                   | Joe Burdette                          | Claude Akins           | 1981        |
| 1960 | Egy asszony meg a lánya (2. magyar szinkron)                                     | N/A                                   | N/A                    | 1981        |
| 1960 | Ember a Holdon                                                                   | N/A                                   | N/A                    | 1978        |
| 1961 | Aki megölte Liberty Valance-t (1. magyar szinkron)                               | Liberty Valance                       | Lee Marvin             | 1981        |
| 1962 | Lázadás a Bountyn (1. magyar szinkron)                                           | Matthew Quintal                       | Percy Herbert          | 1980        |
| 1963 | Két pár texasi (1. magyar szinkron)                                              | Zack Thomas                           | Frank Sinatra          | 1983        |
| 1963 | Kleopátra (1. magyar szinkron)                                                   | ?                                     | ?                      | 1977        |
| 1963 | Rózsaszín párduc 1.: A rózsaszín párduc (2. magyar szinkron)                     | N/A                                   | N/A                    | 1989        |
| 1964 | A Cheyenne indiánok alkonya (1. magyar szinkron)                                 | N/A                                   | N/A                    | 1981        |
| 1964 | Viszlát, Charlie! (1. magyar szinkron)                                           | George Wellington Tracy               | Tony Curtis            | 1982        |
| 1965 | Nehézfiúk                                                                        | Pélissier                             | Paul Crauchet          | 1991        |
| 1967 | Bilincs és mosoly                                                                | Koko                                  | Lou Antonio            | 1983        |
| 1968 | A vizsga                                                                         | Diah                                  | Daniel Olbrychski      | 1972        |
| 1968 | Az amsterdámi ügy                                                                | Martin Ray                            | William Marlowe        | 1978        |
| 1968 | Caroline, drágám                                                                 | Gaston de Salanches                   | François Guérin        | 1978        |
| 1968 | Kémek a Sasfészekben                                                             | Német őrnagy                          | John G. Heller         | 1988        |
| 1968 | San Franciscó-i zsaru (1. magyar szinkron)                                       | Weissberg                             | Robert Duvall          | 1986        |
| 1969 | Farkasfej                                                                        | Robin Hood                            | David Warbeck          | 1977        |
| 1969 | Madarak, árvák, bolondok                                                         | N/A                                   | N/A                    | 1991        |
| 1970 | A fekete farmer (2. magyar szinkron)                                             | Fehér Toll                            | David Carradine        | 1980        |
| 1970 | Az utolsó völgy (1. magyar szinkron)                                             | N/A                                   | N/A                    | 1980        |
| 1970 | Borsalino                                                                        | N/A                                   | N/A                    | 1987        |
| 1971 | A közvetítő                                                                      | Ted Burgess                           | Alan Bates             | 1978        |
| 1971 | És holnap…                                                                       | N/A                                   | N/A                    | 1980        |
| 1971 | Halálos ellenség                                                                 | Alekszandr                            | Alekszandr Lazarev     | 1985        |
| 1971 | Mária, a skótok királynője (2. magyar szinkron)                                  | Robert Dudley                         | Daniel Massey          | 1979        |
| 1971 | Nyakék kedvesemnek (1. magyar szinkron)                                          | N/A                                   | N/A                    | 1983        |
| 1971 | Olajkeresők                                                                      | N/A                                   | N/A                    | 1981        |
| 1971 | Viktorina                                                                        | Fryderyk Taillefer                    | Stanisław Jasiukiewicz | 1973        |
| 1971 | Vujic tanár úr kalapja                                                           | Jakov Prodanovic                      | Josif Tatić            | 1974        |
| 1972 | Az ötös számú vágóhíd (1. magyar szinkron)                                       | Howard W. Campbell, Jr.               | Richard Schaal         | 1979        |
| 1972 | Chato földje (1. magyar szinkron)                                                | Elias Hooker                          | Ralph Waite            | 1979        |
| 1972 | Elza kölykei (1. magyar szinkron)                                                | N/A                                   | N/A                    | 1974        |
| 1972 | Horgászparti                                                                     | Abe                                   | Douglas Livingstone    | 1978        |
| 1972 | Isten Veled, Inessza!                                                            | N/A                                   | N/A                    | 1974        |
| 1972 | Ostromállapot                                                                    | Tupamaro                              | N/A                    | 1974        |
| 1972 | San Francisco utcáin – I/14. rész: Halálőrség (1. magyar szinkron)               | Reggie „Reg” Norris                   | Victor French          | 1981        |
| 1973 | Az ötödik támadás                                                                | N/A                                   | N/A                    | 1984        |
| 1973 | Ilyenek voltunk                                                                  | N/A                                   | N/A                    | 1978        |
| 1973 | Ketten egy lányért                                                               | Ion Musat                             | Ion Caramitru          | 1974        |
| 1973 | Maigret felügyelő nyomoz – VII/1. rész: Barátom, Maigret                         | Marcel                                | Jean-Pierre Castaldi   | 1978        |
| 1973 | Piedone 1.: Piedone, a zsaru (1. magyar szinkron)                                | Ferdinando, a Báró / Scarano úr       | Angelo Infanti         | 1978        |
| 1974 | A rivális                                                                        | N/A                                   | N/A                    | 1976        |
| 1974 | Az ismeretlen lövész trófeája                                                    | Majtán                                | Július Pántik          | 1975        |
| 1974 | Antonius és Kleopátra                                                            | N/A                                   | N/A                    | 1977        |
| 1974 | Bosszúvágy                                                                       | N/A                                   | N/A                    | 1980        |
| 1974 | Eiger                                                                            | N/A                                   | N/A                    | 1977        |
| 1974 | Gyorsított eljárás                                                               | N/A                                   | N/A                    | 1975        |
| 1974 | Hat halott férfi                                                                 | Perlonjour                            | Bernard Rousselet      | 1978        |
| 1974 | Mr. Majestyk (1. magyar szinkron)                                                | N/A                                   | N/A                    | 1982        |
| 1974 | San Francisco utcáin – III/20. rész: A félelem folyója (1. magyar szinkron)      | Dr. William Fitzpatrick „Bill” Dunson | Peter Haskell          | 1982        |
| 1975 | A bíró és a hóhér                                                                | Robert Schmied magnószalagról (hang)  | Maximilian Schell      | 1981        |
| 1975 | Az egér és a macska                                                              | Robert, Manuelle szeretője            | Erik Colin             | 1977        |
| 1975 | Az ígéret földje (1. magyar szinkron)                                            | Borowiecki inasa                      | Jan Pawel Kruk         | 1976        |
| 1975 | Felkelők álruhában                                                               | Schwarzhand                           | Rolf Römer             | 1976        |
| 1975 | Kojak – III/23. rész: Ami késik, nem múlik (1. magyar szinkron)                  | Burgess                               | Dick Peabody           | 1977        |
| 1975 | Maigret felügyelő nyomoz – IX/1. rész: Maigret és a bolond öregasszony           | Marcel                                | Jean-Pierre Castaldi   | 1978        |
| 1975 | Túl a hídon                                                                      | Hans Huber, a hentesinas              | Andrei Finti           | 1977        |
| 1975 | Zsoldoskatona                                                                    | Grajano d’Asti                        | Angelo Infanti         | 1977        |
| 1976 | A felvágós nyuszi                                                                | N/A                                   | N/A                    | 1978        |
| 1976 | Az esőtündér                                                                     | Moorbauer                             | Hans-Joachim Hanisch   | 1979        |
| 1976 | Bűnvadászok                                                                      | Fred harmadik embere                  | Giancarlo Bastianoni   | 1989        |
| 1976 | Egy kezdő varázsló viszontagságai                                                | N/A                                   | N/A                    | 1979        |
| 1976 | Farsangéji gyónás                                                                | Ferdinánd                             | Wolf Roth              | 1983        |
| 1976 | Hegyi ember                                                                      | Zachary Moore                         | Ken Berry              | 1990        |
| 1976 | Méreggel                                                                         | Asszisztens                           | N/A                    | 1977        |
| 1976 | Rasken                                                                           | Skara-Knallen                         | Leo Cullborg           | 1979        |
| 1976 | Sebzett madarak                                                                  | Alekszej Bartyenyev                   | Juozasz Budrajtyisz    | 1978        |
| 1977 | 2:1 a rendőrség javára – III/4. rész: Gyilkos az esőben                          | N/A                                   | N/A                    | 1978        |
| 1977 | A kertész kutyája                                                                | Tristan                               | Armen Dzsigarhanyan    | 1979        |
| 1977 | Annie Hall                                                                       | Férfi a mozi előtt                    | Bob Maroff             | 1980        |
| 1977 | Égből hullott ajándék                                                            | Erwin rendőrtiszt                     | Mario Adorf            | 1985        |
| 1977 | Együtt és külön                                                                  | Witek Wyszomirski                     | Piotr Fronczewski      | 1979        |
| 1977 | Felsült trubadúr                                                                 | Karl                                  | Peter Steen            | 1980        |
| 1977 | Júlia                                                                            | N/A                                   | N/A                    | 1979        |
| 1977 | Szökés a semmibe                                                                 | N/A                                   | N/A                    | 1990        |
| 1978 | A hatos számú kórterem                                                           | N/A                                   | N/A                    | 1979        |
| 1978 | A kegyelmes asszony                                                              | N/A                                   | N/A                    | 1981        |
| 1978 | A pisztrángok                                                                    | N/A                                   | N/A                    | 1980        |
| 1978 | A versenyló elrablása                                                            | Gandim                                | Oraz Cserkezov         | 1980        |
| 1978 | Az urán összeesküvés                                                             | N/A                                   | N/A                    | 1992        |
| 1978 | Hála tűzön-vízen át                                                              | Andi                                  | Manfred Lukas-Luderer  | 1983        |
| 1978 | Hét különleges megbízott                                                         | Viktor Gracsev                        | Leonyid Sumszkij       | 1981        |
| 1978 | Márta és Laura a tengeren                                                        | Üzemvezető                            | Hans Beerhenke         | 1982        |
| 1978 | Olajralépés                                                                      | N/A                                   | N/A                    | 1981        |
| 1978 | Rózsaszín párduc 6.: A rózsaszín párduc bosszúja (1. magyar szinkron)            | Guy Algo                              | Tony Beckley           | 1990        |
| 1978 | Vízimese (1. magyar szinkron)                                                    | N/A                                   | N/A                    | 1982        |
| 1979 | A postakocsi                                                                     | N/A                                   | N/A                    | 1983        |
| 1979 | Alpensaga – 5. rész: Német tavasz                                                | Hubert                                | Manfred Lukas-Luderer  | 1984        |
| 1979 | Brekiék Hollywoodban                                                             | Önmaga – Hangosbemondó                | Gary Owens             | 1981        |
| 1979 | Egy kislány naplója                                                              | Woltersdorf hadnagy                   | Werner Tietze          | 1982        |
| 1979 | Hogyan tanuljunk meg svédül?                                                     | N/A                                   | N/A                    | 1982        |
| 1979 | Latin-Amerikában írták: A postakocsi                                             | N/A                                   | N/A                    | 1982        |
| 1979 | Zorán, a zsoké fia                                                               | N/A                                   | N/A                    | 1982        |
| 1980 | Határsáv (1. magyar szinkron)                                                    | Hotchkiss, tengerészgyalogos          | Ed Harris              | 1988        |
| 1981 | A kán dicsősége                                                                  | N/A                                   | N/A                    | 1988        |
| 1981 | Balfácán                                                                         | N/A                                   | N/A                    | 1983        |
| 1981 | D. B. Cooper üldözése (1. magyar szinkron)                                       | N/A                                   | N/A                    | 1983        |
| 1981 | Egy zsaru bőréért (1. magyar szinkron)                                           | Charles Pradier                       | Gérard Hérold          | 1982        |
| 1981 | Kolka operája                                                                    | Pjotr Petrovics                       | N/A                    | 1983        |
| 1981 | Othello                                                                          | Roderigo                              | Anthony Pedley         | 1983        |
| 1981 | Várj, míg telefonál                                                              | Herman                                | Jo De Meyere           | 1988        |
| 1983 | Lenni vagy nem lenni                                                             | Dobish                                | Jack Riley             | 1985        |
| 1984 | A kis vonatrablás                                                                | N/A                                   | N/A                    | 1987        |
| 1984 | Az első lovashadsereg                                                            | Parhomenko                            | Georgiy Martynyuk      | 1986        |
| 1984 | Nincs kettő négy nélkül                                                          | Rendőrtiszt                           | N/A                    | 1986        |
| 1985 | Az idő és a szél                                                                 | Jango Veiga                           | Vinícius Salvatori     | 1989        |
| 1985 | Moszkvai csata                                                                   | N/A                                   | N/A                    | 1986        |
| 1985 | Mrs. Capper születésnapja                                                        | Jack                                  | Gary Waldhorn          | 1989        |
| 1987 | Aki legyőzte Al Caponét (1. magyar szinkron)                                     | George                                | Brad Sullivan          | 1989        |
| 1987 | Arizonai ördögfióka                                                              | Furgonos férfi                        | John O’Donnal          | 1990        |
| 1987 | Az utolsó ártatlan ember (2. magyar szinkron)                                    | ?                                     | ?                      | 1992        |
| 1987 | Bosszúvágy 4. – Véres leszámolás (1. magyar szinkron)                            | Phil Nozaki nyomozó                   | Soon-Tek Oh            | 1989        |
| 1988 | Az igazság bajnoka                                                               | N/A                                   | N/A                    | 1992        |
| 1988 | Az örök megbízható                                                               | Őrmester                              | John DiSanti           | 1991        |
| 1988 | Die Hard – Drágán add az életed! (1. magyar szinkron)                            | Tony                                  | Andreas Wisniewski     | 1989        |
| 1988 | Ne ébreszd fel az alvó zsarut! (1. magyar szinkron)                              | Stoedler                              | Féodor Atkine          | 1989        |
| 1989 | A kárbecslő                                                                      | Williamson                            | Nicholas Pritchard     | 1992        |
| 1989 | Indiana Jones 3.: Indiana Jones és az utolsó kereszteslovag (1. magyar szinkron) | Kazim                                 | Kevork Malikyan        | 1989        |
| 1990 | A kölyök                                                                         | N/A                                   | N/A                    | 1991        |
| 1990 | Robotzsaru 2.                                                                    | N/A                                   | N/A                    | 1990        |
| 1991 | A szerencsés katonák                                                             | N/A                                   | N/A                    | 1992        |
| 1991 | Molly és a szellem                                                               | N/A                                   | N/A                    | 1992        |

### Sorozatok
| Év   | Cím                                 | Szereplő        | Színész            | Szinkron év |
| ---- | ----------------------------------- | --------------- | ------------------ | ----------- |
| 1972 | Mogador lakói                       | Rodolphe Vernet | Jean-Claude Drouot | 1978        |
| 1974 | A belgrádi fiúk                     | Zriki           | Čedomir Petrović   | 1978        |
| 1975 | A tigrisbrigát II.                  | Louise          | Bruno Dietrich     | 1977        |
| 1975 | Petrocelli II. (1. magyar szinkron) | N/A             | N/A                | 1983        |
| 1977 | Hagara mérnök hét rövid éve 1-3.    | Juraj Hagara    | Juraj Kukura       | 1981        |
| 1978 | A bábu 1-9.                         | N/A             | N/A                | 1980        |

### Rajzfilmek
| Év   | Cím                                              | Szereplő                  | Szinkronhang     | Szinkron év |
| ---- | ------------------------------------------------ | ------------------------- | ---------------- | ----------- |
| 1977 | Lolka és Bolka a Föld körül (1. magyar szinkron) | N/A                       | N/A              | 1979        |
| 1984 | Hangyabanda                                      | N/A                       | N/A              | 1992        |
| 1985 | Gondos bocsok                                    | Ormányos                  | Luba Goy         | 1989        |
| 1986 | Egérmese                                         | Warren második bandatagja | N/A              | 1991        |
| 1988 | Potyautasok a bárkán                             | Sas (+ Botár Endre)       | Hermann Ebeling  | 1990        |
| 1988 | Potyautasok a bárkán                             | Leopárd                   | Eberhard Storeck | 1990        |
| 1988 | Potyautasok a bárkán                             | Holló a pandáknál         | N/A              | 1990        |

### Rajzfilmsorozatok
| Év        | Cím                                                     | Szereplő         | Szinkronhang | Szinkron év |
| --------- | ------------------------------------------------------- | ---------------- | ------------ | ----------- |
| 1963      | Magilla Gorilla show 13-31.                             | N/A              | N/A          | 1981        |
| 1981      | Könyvek könyve I.                                       | N/A              | N/A          | 1992        |
| 1983      | Hupikék törpikék III.                                   | Kalózkapitány    | N/A          | 1990        |
| 1989      | Denver, az utolsó dinoszaurusz I/1-12.                  | N/A              | N/A          | 1990        |
| 1989-1990 | Chip és Dale – A Csipet Csapat II. (1. magyar szinkron) | Alacsony denevér | Peter Cullen | 1991        |
| 1989-1990 | Chip és Dale – A Csipet Csapat II. (1. magyar szinkron) | Alligát Orlandó  | Pete Schrum  | 1991        |